# Anton Rubinstein
Anton Grigorjevič Rubinstein (rus.: Антон Григорьевич Рубинштейн), Podolsk, današnja Moldavija, 28. studenog 1829. – nedaleko Sankt Peterburga 20. studenog 1894.), bio je ruski pijanist, skladatelj i dirigent. Napisao je između ostalog šest simfonija i pet koncerata za piano.

## Životopis
Rubinstein je pripadao kršćanskoj židovskoj obitelji. Roditelji sele u Moskvu gdje Rubinsteina podučavao sviranju piana A. Villoing, koji ga je 1839. odveo u Pariz gdje mu je i Liszt odao priznanje. Poslije uspješne koncertne turneje u Londonu, Nizozemskoj, Njemačkom savezu i Švedskoj,  Rubinstein se zajedno sa svojim bratom Nikolajem u Berlinu posvećuje teorijskom glazbenom studiju pod Siegfriedom Dehnom kao Mendelssohnov štićenik.

## Karijera
Poslije jednog vremena djelovanja u Beču, vraća se u Rusiju 1848., gdje postaje štićenik velike kneginje Helene, na čiji račun putuje u inozemstvo 1854. U Njemačkoj nalazi izdavača za svoje skladbe; davao je koncerte u Parizu i Londonu a 1858. vraća se nazad u Sankt Peterburg gdje je imenovan dvorskim pijanistom. Sljedeće godine postaje dirigent Ruskog glazbenog društva, a 1862. osniva konzervatorij u Peterburgu i obnaša dužnost direktora konzervatorija u dva perrioda; prvo do 1867., a zatim 1887. – 1890.
Između ova dva perioda nije imao nikakav posao već se do kraja posvetio skladateljskom radu i brojnim koncertnim putovanjima, između ostatlih i po SAD 1872., gdje je udario temelje svom bogatsvu. Postaje član švedske glazbene akademije 1870. godine. Na njegov 61. rođendan car Alexandar III. mu dodjeljuje znatnu godišnju mirovinu i proglašava ga plemićem a kasnije postaje počasni građanin Peterburga, dodjeljuje mu se počasni doktorat i dr.
Rubinstein je pri kraju života dao veliki broj koncerata u humanitarne svrhe. Pri Peterburgskom konzervatorju je 1900. osnivan Rubnisteinov muzej.

## Radovi
Rubinstein je napisao pet koncerata za piano, a od njegovih šest simfonija su Ocean i Symphonie dramatique najpoznatije. U Faustu, Ivanu IV. i Don Quijoteu, Rubinstein se okušava u modernijim stilovima. Više konzervativan bio je u svojim operama, gdje je na njega više utjecao Meyerbeer od Wagnera: Dimitri Donskoi (1852.), Toms (1853.), Die sibirischen Jäger (1854.), Kinder der Heide (1861.), Feramors (1863.) a skladao je i "duhovne opere" (oratorije) Der turm von Babel (1872.), Das verlorne Paradies (1876.), Moses (1887.) i Christus ([1888.). Njegove 4 uvertire pripadaju različitim periodima. Također je skladao i dosta komarne glazbe: violinske i čelo sonate, kao i koncerte za tria, kvartete, kvintete, sekstete, za gudačke instrumente s ili bez piana itd. Bavio se i spisateljskim radom u djelima Die Musik und ihre Meister 1891., ("Glazba i njeni majstori", ), i u autobiografiji: "Sjećanja zabilježena iz pedesetogodišnje koncertne karijere (1839. – 89.)  i Gedankenkorb  (postumno, 1897).